# Erin Smith (Unternehmerin)
Erin Smith (* 1999 in Chicago) ist eine US-amerikanische Unternehmerin und Erfinderin. Sie ist die Gründerin von FacePrint, einem Medizintechnikunternehmen, das sich auf die Entwicklung von Gesichtserkennungssoftware zur Unterstützung der Diagnose der Parkinson-Krankheit konzentriert. 2022 erhielt sie den ersten Platz des Young Inventors Prize des Europäischen Patentamts (Europäischer Erfinderpreis).

## Leben
Erin Smith wuchs in Lenexa, einem Vorort von Kansas City, auf.
Als sie sich während der High School ein Videointerview mit Michael J. Fox ansah, bei dem die Parkinson-Krankheit diagnostiziert wurde, bemerkte sie eine deutliche emotionale Distanz in seiner Mimik. Smith sah sich weitere Videointerviews von Menschen mit Parkinson an und führte eigene Untersuchungen durch.
In den Ferien führte sie eine Studie mit Menschen mit Parkinson und Kontrollpersonen ohne Parkinson durch. Ziel der Studie war es, sowohl die spontane Mimik als Reaktion auf Videos als auch die absichtliche Mimik der Probanden zu dokumentieren, die versuchten, ein anderes Gesicht zu spiegeln. Zur Messung der Ergebnisse setzte sie die Gesichtserkennungssoftware Affdex ein. Später erhielt sie von der Michael J. Fox Foundation Unterstützung für zwei weitere Pilotstudien. Bei einer dieser Studien wurden die Probanden mit Webcams gefilmt, als sie die Super-Bowl-Werbung sahen und versuchten, die Mimik von Emoji zu spiegeln.
2016 nahm sie am BuiltByGirls Future Founder-Wettbewerb in der Twitter-Zentrale teil, aus dem sie als Gewinnerin hervorging und sich ein Preisgeld von 10.000 Dollar sicherte, um ihre Forschung und Entwicklung der App voranzutreiben und ein Patent auf ihre Arbeit anzumelden.  Außerdem erhielt Smith zwei Jahre lang Mentoring vom University of Missouri-Kansas City Small Business & Technology Development Center, um FacePrint in ein lebensfähiges Unternehmen umzuwandeln.
2017 wurde Smith für das Sommerprogramm des Research Science Institute ausgewählt, das gemeinsam vom Center for Excellence in Education und dem MIT gesponsert wird. Sie schloss 2018 die High School ab und wurde von der Stanford University angenommen, verschob die Aufnahme jedoch um zwei Jahre, um Thiel Fellow zu werden. FacePrint begann 2019 mit klinischen Studien mit der Stanford Medical School und der Michael J. Fox Foundation.
Als Studentin an der Stanford University wurde Smith Botschafterin des IF/THEN-Kollektivs, einer Organisation, die sich für die Förderung von Frauen in MINT-Berufen einsetzt.

## Preise und Auszeichnungen
- 2017: International BioGENEius Challenge[12]
- 2019: Wired Top Health Startup[2]
- 2019: Forbes 30 Under 30[13]
- 2020: Voices of the Year, Seventeen Magazine[10]
- 2022: Erster Platz des Young Inventors Prize des Europäischen Patentamts (Europäischer Erfinderpreis)[3]